# Marc de Jonge
Marc Louis Maxime de Jonge (Nancy, 16 febbraio 1949 – Parigi, 6 giugno 1996) è stato un attore francese.

## Biografia
Molto famoso per aver recitato in Rambo III, morì a Parigi il 6 giugno 1996, all'età di 47 anni, a seguito di una caduta accidentale mentre tentava di rientrare nella propria abitazione, dopo che aveva dimenticato le chiavi all'interno.
In Italia è conosciuto per il ruolo di Tohor in Fantaghirò 4 (1994) di Lamberto Bava.

## Filmografia
- Il desiderio e la corruzione (Rive droite, rive gauche), regia di Philippe Labro (1984)
- François Villon, regia di Sergiu Nicolaescu (1986)
- L'impero del sole (Empire of the Sun), regia di Steven Spielberg (1987)
- Rambo III, regia di Peter MacDonald (1988)
- Strada senza ritorno (Street of No Return), regia di Samuel Fuller (1989)
- La rivoluzione francese (La révolution française), regia di Robert Enrico e Richard T. Heffron (1989)
- Tolérance, regia di Pierre-Henry Salfati (1989)
- Presunto violento (Présumé dangereux), regia di Georges Lautner (1990)
- La montagna dei diamanti (Mountain of Diamonds), regia di Jeannot Szwarc (1990)
- Obiettivo indiscreto, regia di Massimo Mazzucco (1992)
- Quattro delitti in allegria (La Cité de la peur), regia di Alain Berbérian (1994)
- La moglie nella cornice (1991) - miniserie TV
- Maximum Exposure (1993) - miniserie TV
- Fantaghirò 4, regia di Lamberto Bava (1994)
- Un indiano in città (Un Indien dans la ville), regia di Hervé Palud (1994)
- État des lieux, regia di Jean-François Richet (1995)

## Doppiatori italiani
Nelle versioni in italiano delle opere in cui ha recitato, Marc de Jonge è stato doppiato da:
- Renato Mori in Rambo III
- Carlo Sabatini in Strada senza ritorno
- Paolo Lombardi in Fantaghirò 4
- Vittorio Di Prima in Un indiano in città